# Hokej na lodzie na Zimowej Uniwersjadzie 1993
Turniej hokeja na lodzie na Zimowej Uniwersjadzie 1993 odbył się w dniach 5-14 lutego w Miejskiej Hali Lodowej Nowym Targu.

## Turniej
Złoty medal zdobyła Rosja, srebrny – Kazachstan, a brązowy – Słowacja.
| - Rosja - Japonia - Polska | - Kazachstan - Słowacja - Korea Południowa |

| Rk | Kraj             | Pkt | Mecze | Mecze | Mecze | Bramki | Bramki |
| Rk | Kraj             | Pkt | Z     | R     | P     | ZB     | SB     |
| -- | ---------------- | --- | ----- | ----- | ----- | ------ | ------ |
| 1  | Rosja            | 9   | 4     | 1     | 0     | 45     | 12     |
| 2  | Kazachstan       | 7   | 3     | 1     | 1     | 45     | 16     |
| 3  | Słowacja         | 7   | 2     | 3     | 0     | 36     | 10     |
| 4  | Japonia          | 4   | 2     | 0     | 3     | 17     | 31     |
| 5  | Polska           | 3   | 1     | 1     | 3     | 16     | 24     |
| 6  | Korea Południowa | 0   | 0     | 0     | 5     | 9      | 75     |

| Drużyna          | Drużyna          | Wynik |
| Polska           | Japonia          | 6:8   |
| Rosja            | Słowacja         | 2:2   |
| Japonia          | Słowacja         | 3:7   |
| Korea Południowa | Polska           | 3:7   |
| Rosja            | Kazachstan       | 12:6  |
| Japonia          | Korea Południowa | 4:2   |
| Polska           | Rosja            | 1:4   |
| Słowacja         | Kazachstan       | 2:2   |
| Korea Południowa | Rosja            | 2:17  |
| Słowacja         | Polska           | 2:2   |
| Kazachstan       | Japonia          | 6:1   |
| Polska           | Kazachstan       | 0:7   |
| Korea Południowa | Słowacja         | 1:23  |
| Kazachstan       | Korea Południowa | 24:1  |
| Rosja            | Japonia          | 10:1  |

| Złoto | Srebro     | Brąz     |
| Rosja | Kazachstan | Słowacja |

## Kadra Polski
- Bramkarze: Tomasz Jaworski, Mariusz Kieca
- Obrońcy: Adam Bodzioch, Dariusz Garbocz, Jacek Juchniewicz, Maciej Wachowski, Tomasz Zajączkowski, Paweł Zych, Wojciech Zubik
- Napastnicy: Tomasz Demkowicz, Jacek Gryzowski, Ryszard Kaczmarczyk, Maciej Lange, Piotr Matlakiewicz, Dariusz Oberc, Grzegorz Porzycki, Wojciech Tkacz, Ryszard Tyrała, Adam Wróbel, Marek Ziętara[6]
- Trenerzy: Leszek Tokarz, Grzegorz Chruściński
- Menedżer: Czesław Borowicz[7]